# Ilova (vattendrag i Kroatien)
Ilova är ett vattendrag i Kroatien.   Det ligger i länet Moslavina, i den östra delen av landet, 70 km sydost om huvudstaden Zagreb.